# Рзакулиев, Эльбек Мирза-Гасан оглы
Эльбек Мирза-Гасан оглы Рзакулиев (азерб. Elbəy Mirzə Həsən oğlu Rzaquliyev; 17 июня 1926 года, Баку, Азербайджанская ССР — 15 сентября 2007, Баку, Азербайджанская Республика) — советский азербайджанский художник-постановщик. Отец художницы Айтен Рзакулиевой. Народный художник Азербайджанской ССР (1977).

## Звания
В 1964 году Эльбеку Рзакулиеву было присвоено звание заслуженного деятеля искусств, в 1977 году получил звание народного художника Азербайджанской ССР, был секретарем Союза художников Азербайджана.  В 1998 году за большие заслуги в изобразительном искусстве был награждён орденом Шохрет «Слава» Азербайджан.
В 2002 году удостоен Персональной стипендии Президента Азербайджанской Республики.

## Образование
- Художественное училище имени Азима Азимзаде, Баку (1944-46)
- Всесоюзный государственный институт кинематографии, Москва (1946-53)

## Фильмография
- 1955 — Встреча
- 1955 — Любимая песня
- 1957 — Двое из одного квартала
- 1962 — Телефонистка
- 1963 — Есть и такой остров
- 1966 — Аршин Мал-Алан
- 1968 — Последняя ночь детства
- 1970 — Севиль
- 1971 — День прошёл
- 1973 — Возвращение скрипки
- 1973 — Выходить в море опасно (короткометражный)
- 1974 — В Баку дуют ветры
- 1974 — Опасной морской дорогой (короткометражный)
- 1977 — Удар в спину
- 1979 — Прерванная серенада
- 1982 — Здесь тебя не встретит рай
- 1986 — Особые обстоятельства
- 1991 — Казельхан